# قرصان أسترالي
قرصان أسترالي (الاسم العلمي: Austrolestes)، جنس حشرات متوسطة وكبيرة القد من مقترنات الأجنحة وفصيلة وسيعات الأجنحة.
توجد أنواعه في جزر أستراليا ونيوزيلندا وجنوب المحيط الهادئ.